# Värmland
Värmland  (švédsky Värmlands län) je kraj a zároveň provincie na středozápadě Švédska. Sousedí s kraji Dalarna, Örebro a Västra Götaland, a na západě také s norskými kraji Innlandet, Akershus a Østfold.

## Obce

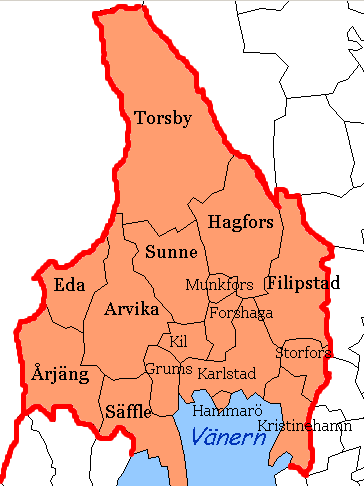
Obce

- Arvika
- Eda
- Filipstad
- Forshaga
- Grums
- Hagfors
- Hammarö
- Karlstad
- Kil
- Kristinehamn
- Munkfors
- Storfors
- Sunne
- Säffle
- Torsby
- Årjäng

## Symboly
Värmland získal svůj znak po provincii Värmland. Pokud je znak zobrazen s královskou korunou, reprezentuje krajskou správní radu.